# ГЕС Брадішор
ГЕС Брадішор — гідроелектростанція у центральній частині Румунії в повіті Вилча (історичний регіон Трансільванія), споруджена на річці Лотру (права притока Олту, який в свою чергу є лівою притокою Дунаю). Розташована нижче за течією від ГЕС Mălaia, яка працює на нижньому балансуючому резервуарі електростанції Ciunget.
В процесі спорудження ГЕС, введеної в експлуатацію у 1981 році, річку перекрили бетонною арковою греблею висотою 62 метрів та довжиною 220 метрів, на спорудження якої пішло 100 тис. м3 матеріалу. Вона утворила водосховище площею поверхні 2,3 км2 та об'ємом 40 млн. м3, до якого, окрім відпрацьованої на ГЕС Mălaia води, надходить ресурс із річки Păscoaia (ліва притока Лотру), протранспортований за допомогою водозбірного тунелю довжиною 4,3 км. Втім можливо відзначити, що надходження через зазначений допоміжний водозабір становлять лише 1,2 м3/с при 25 м3/с середньорічного стоку до водосховища.
Від греблі до машинного залу ведуть два тунелі довжиною у кілька сотень метрів, які забезпечують максимальний напір у 156 метрів. Підземний зал знаходиться на глибині 150 метрів під гірським масивом правобережжя Лотру, а доступ до нього персоналу здійснюється через два тунелі довжиною 0,9 та 0,2 км. Зал обладнано двома турбінами типу Френсіс із загальною потужністю у 115 МВт. Відпрацьована вода відводиться вже у річку Олт, для чого споруджено тунель довжиною понад 13 км.
Під час будівництва довелось змінити місце розташування машинного залу, оскільки передбачене первинним проектом виявилось непридатним через властивості тріщинуватих порід.